# 吉川八幡宮
吉川八幡宮（よしかわはちまんぐう）は、岡山県加賀郡吉備中央町にある神社。祭神は応神天皇、仲哀天皇、神功皇后。旧社格は県社。本殿は国の重要文化財に指定されている。

## 概要
社伝によれば、平安時代後期の永長元年（1096年）に石清水八幡宮の別宮として建立したと伝えられている。
『石清水八幡宮文書』によれば、備中国吉川保に御調（みつぎ）別宮、椙原（すぎはら）別宮とがあったようであり、これが現在の八幡宮になった経緯はいまのところ不明である。吉川の地は平安時代末期、石清水八幡宮の荘園となっていたことから双方の関係は深かった。関係の深さを物語るものとして、鎌倉時代初期の説話集『古事談』に「石清水八幡宮の楽人である元正が、当社の大祭にはるばる下向し秘楽を奉納した」との記述が見られる。
境内の西隣には重森三玲記念館と彼が設計した茶室・天籟庵がある。
県道を挟んで境内東側にある忠霊社の奥には帆立貝式古墳の高塚古墳があり、古墳時代後期の築造と推定されている。この古墳は吉備津彦命の臣下・楽々森彦（ささもりひこ）の墓という伝承がある。
神社周辺の樹林は1982年（昭和57年）3月19日に岡山県郷土記念物に指定されている。

## 文化財

### 重要文化財（国指定）
- 吉川八幡宮本殿

五間三間入母屋造、屋根は栩（とち）葺き。室町時代前期の応永2年（1395年）に建造されたと伝えられている。正面の向拝部は幕末の元治元年（1864年）に作り替えられている。平成8年（1996年）より平成10年（1998年）8月までの約3年をかけて解体修理が行われた。この修理の際に、建築部材の一部に縦引き鋸を使用せず縦一列に鑿を打ち込んで割る工法が使用されていることが全国で初めて発見された。大正14年（1925年）4月24日指定。

### 重要文化財（岡山県指定）
- 吉川八幡宮随神門：昭和59年（1984年）4月10日指定。
- 吉川八幡宮拝殿 附元治元年銘棟札：平成12年（2000年）3月28日指定。

### 重要無形民俗文化財（岡山県指定）
- 吉川八幡宮当番祭

毎年10月に開かれる。10月1日の「当指し（とうざし）」に始まり、10月26日の大祭、翌日の「波区芸（はくげ）揚げ」で終わる。平成2年（1990年）より10月の第4日曜日が大祭日、その翌日が「波区芸揚げ」となっている。10歳前後の男児2人が当指しによって当番（当人）に選ばれ、この2人は「垢離取り（こりとり）」という心を守る誓いの神事によって神人となり祭りの主役となる。当番の家には「波区芸」と呼ばれる神の降臨を仰ぐ施設が作られ祭りの中心となる。大祭では、当番の2人が乗馬し供人を従えて八幡宮へ参詣する。八幡宮で神事・式典が行われ、午後には400m離れた御旅所に移動する神事が行われる。大祭のクライマックスでは当番・供人の走り競べが行われる。「波区芸揚げ」の行事で当番は神界から俗界に戻り祭りが終了する。昭和30年（1955年）3月18日指定。